# Toktamix
Toktamix (mitjans del segle xiv - vers 1406) fou un guerrer mongol del llinatge de Genguis Kan per via de Jotxi. Com a kan va unificar l'Horda d'Or (Kanat Kiptxak) i l'Horda Blava (alternativament anomenada Horda Blanca a les fonts perses) entre 1380 i 1395 i va disputar dures batalles contra els prínceps moscovites i contra Tamerlà.

## Origen i primera fugida
Tuli Khoja, segurament un cosí d'Urus Khan que potser era fill de Mubarak Khoja, es va revoltar contra el kan per obtenir el tron però fou derrotat i mort. El fill de Tuli Khoja, Toktamixm va fugir i es va refugiar amb Tamerlà que llavors començava la seva carrera i estava fent la seva cinquena campanya contra els jats de Mogolistan; Tamerlà va ordenar al seu temnik o general Timur Uzbeg que el rebés amb tots els honors i cerimònies. Tamerlà va anar llavors a Samarcanda on Timur Uzbeg li va portar a Toktamix, i li va donar una festa oferint-li valuosos regals i li va donar els governs de Sabran, Otrar, Sighnak, Sairam, Sarai, i altres ciutats que pertanyien als kiptxaks. Von Hammer suposa que Sarai era en realitat Saraitxuk i que hauria rebut les ciutats del kiptxakoriental entre el riu Jaik i el Sihun.

## Segona fugida
Quan Urus Khan va saber que s'havia establert a l'est del kanat va enviar un exèrcit manat pel seu fill Kuthik Buka (Kuthigh Bugha) i els dos bàndols es van enfrontar, quedant mal ferit Kuthigh Bugha, que va morir l'endemà; però Toktamish fou finalment derrotat i va haver de refugiar-se altre cop amb Tamerlà que el va tornar a rebre amb honors i li va donar un exèrcit.

## Tercera fugida
Altre cop Urus Khan va enviar un exèrcit, aquesta vegada manat pel seu altre fill Toktakia, amb Ali Beg i altres prínceps de la família; Toktakia volia venjar la mort del seu germà i Toktamish fou altre cop derrotat i es va retirar cap al Sihun on es va escapar nedant per sota l'aigua; el perseguia Kazanji Bahadur, que li va disparar una fletxa que el va ferir a la mà, però va poder passar el riu i va entrar en un bosc; anava sol i ferit i es va tombar a terra per descansar quedant inconscient; fou rescatat per Idiku Barlas, al qual havia enviat Tamerlà per ser el seu conseller en el govern del kanat i que va passar casualment per allí; Idiku el va portar a Tamerlà que llavors era a Bukharà i altre cop fou rebut de manera senyorial.
Abu l-Ghazi Khan parla d'un altre Idiku (Idiku Mangit) que pertanyia a la tribu dels mangits de l'Horda Nogai i era fill de Timur Kutlugh Khan i partidari els darrers anys de Tamerlà, el qual va arribar a Bukharà i va informar el conqueridor que Urus Khan havia aixecat un exèrcit i marxava amb les seves tropes cap a les terres dels mangits; poc després es van presentar a la cort de Tamerlà dos enviats d'Urus Khan de noms Kepek Mangit i Tulujian, demanant l'entrega de Toktamish per haver matat al fill de kan i si no era entregat la guerra, quedava declarada. Tamerlà va respondre que Toktamish s'havia posat sota la seva protecció i era el seu deure fer honor a l'hospitalitat i defensar-lo, i va retornar als enviats amb un refús i l'advertència que també estava a punt per combatre si calia.
Tamerlà va deixar a l'emir Yaku al capdavant del govern de Samarcanda (1375) i va marxar a l'encontre del seu rival, acampant a la plana d'Otrar. Urus Khan era a Sighnak a uns 40 km; una terrible tempesta de pluja seguida d'un fred molt intens va impedir les operacions durant tres mesos i al final Tamerlà va ordenar a Katai Bahadur i a Muhammad Sultan Shah, amb 500 homes, fer un atac de nit al campament enemic; el contingent tamerlànida fou interceptat per Timur Malik Aghlan, fill d'Urus Khan, amb 3000 homes i es va lliurar un combat de nit en què Katai Bahadur i un altre general, Yarek Timur, van morir, mentre que de l'altre costat el príncep Timur Malik fou ferit al peu, i un altre cap, Elchi Buka, a la mà, però segons Sherif al-Din, la victòria fou pels tamerlànides que van tornar al seu campament sent rebuts en triomf. Tamerlà va enviar llavors a Muhammed Sultan Shah a fer una exploració del terreny i també hi va enviar al general (amir) Mubasher; cadascun d'ells va tornar amb un presoner pels quals es va saber que dos guerrers anomenats Satkin el Vell i Satkin el Jove havien estat enviats per Urus també per explorar; casualment foren interceptats per Uktimur i Allahdad, que havien anat a Otrar per aprovisionar les tropes; Aktimur i els seus homes van fingir una retirada i quan foren perseguits es van girar i van derrotar els perseguidors; el seu nebot Kebekji, que tenia el càrrec de yurtji (intendent) va matar el cap enemic, Satkin el Jove; un altre general, Indushah, va capturar a Satkin el Vell i el va portar presoner a Tamerlà. Urus Khan, desconfiant de l'èxit, va retornar als seus quarters i va deixar a Karakesel al capdavant de les tropes i poc després aquestes es van retirar. Llavors Tamerlà va tornar a Xahrisabz.

## Quarta fugida
Quan el temps fou favorable, Tamerlà va tornar cap al kiptxak i va donar el comandament de l'avantguarda a Toktamish, que va fer de guia de les tropes i va avançar tan ràpidament que en 15 dies va arribar a Geiran Kamish ("Canyada dels Cérvols") on els pobladors foren agafats per sorpresa, la ciutat fou saquejada i es van capturar molts cavalls, camells i bestiar. Alli van saber que Urus Khan havia mort i es van retirar.
Toktamish va seguir rebent el suport obert de Tamerlà que li va regalar el cavall Kunk Oghlan, considerat el més ràpid, el que li permetia atrapar a un enemic o fugir a la màxima velocitat. Només pujar al tron Timur Malik, el protegit de Tamerlà va reprendre la lluita però Timur Malik el va derrotar i una altra vegada va haver de fugir al quarter del gran conqueridor; la persistència d'aquest sobta doncs era la quarta vegada que l'havia d'acollir però altre cop li va donar suport.

## Khan de l'Horda Blava
Poc després el va enviar a Sighnak escortat per un exèrcit manat pel general (temnik) Timur Uzbeg, pel seu fill Balti Khoja, Ozuntimur (Uzbeg Timur?, Ghayassuddin (Ghiyath al-Din), Terkhan i Benki Kuchin. Fou instal·lat a Sighnak, i com era tradició se li van concedir objectes valuosos d'or i joies.
Tamerlà va aconsellar atacar a Timur Malik que havia passat l'hivern a Karatal i Toktamish va escoltar al seu protector i va derrotar a Timur Malik; després de la victòria va enviar a Urus Khoja a portar la bona notícia a Tamerlà que ho va celebrar de manera notable amb diversos dies de festa i fins i tot va concedir un indult als presoners i va donar regals al portador de la notícia. Tot això hauria passat el 1377. L'hivern del 1377 al 1378 Toktamish va retornar a Sighnak.
Fins llavors la lluita s'havia centrat en l'Horda Blava però el 1378 Toktamish va aixecar un exèrcit considerable que les fonts diuen que era per marxar cap a l'Horda Blanca cap a Sarai que ara estava en mans de Mamai (anomenat a les fonts com a Memak) però que probablement tenia com a primera finalitat combatre a Timur Malik. Aquest havia intentat una aliança amb un príncep de nom Muhammed Oghlan, que podria ser Muhammad Bulak de l'Horda d'Or i estava preparat per reprendre la lluita; com que Muhammad Oghlan va refusar ajudar-lo el va matar, i després va marxar contra Toktamish al que va trobar a prop de Karatagh (Kata-tal). Timur Malik fou derrotat i mort (1378).

## Khan de les dues Hordes
L'Horda d'Or, o Kanat kiptxak, era l'imperi mongol del sud de Rússia i tenia com a tributaris els prínceps moscovites. El seu virtual kan, Mamai, havia mort poc temps després de la batalla de Kulikovo; segons la majoria de les fonts, Toktamish el va atacar el 1279 o 1280 i el va derrotar en una batalla al riu Kalka, prop del Mar d'Azov i de Maripol. Va haver de fugir a Crimea on fou assassinat pels genovesos. Així el 1380 Toktamix havia aconseguit unificar el tron de les dues hordes, les quals, en conjunt, constituïen gairebé tot l'antic ulus de Jotxi. Des de la seva capital a Sarai, en el baix Volga, controlava un gran territori que s'estenia des del baix Sirdarià (Iaxartes) fins al Dnièster, i des d'Otrar fins a les portes de Kíev.

## Els prínceps russos
Els prínceps russos li van fer homenatge i li van enviar delegats per recollir els yarlighs; Toqtamix els va concedir, ja que s'esmenta a Kutlughbugha i Mokshi, escuders del gran príncep Demetri de Moscou tornant amb diversos diplomes; però volia també tribut i retornar a la posició dominant que el kanat havia exercit fins poc més de vint anys abans i va enviar al príncep Ak Khoja amb una escorta de 700 soldats, per demanar als prínceps russos a anar en persona a l'Horda. Ak Khoja va romandre a Nijni Nóvgorod i va enviar els seus homes als diversos prínceps; però després de la victòria de Kulikovo els prínceps (o almenys alguns) es van excusar. Ramasan, que fou nomenat representant del kan a Solgat (Crimea), va signar un tractat amb Venècia (Andrea Venerio) que va aconseguir alguns privilegis comercials; tres anys abans sota un altre kan, els tàtars i genovesos (el beg Elies de Solgat, Gianone di Bosco cònsol genovès i Barnabo Riccio i Teramo Pichenotti els síndics) ja havien signat un tractat similar que estenia la protecció a tots els tàtars a Soldaia i els 18 pobles de la rodalia colonitzats pels genovesos i que els havien estat arrabassats els eren retornats.

## Presa de Moscou

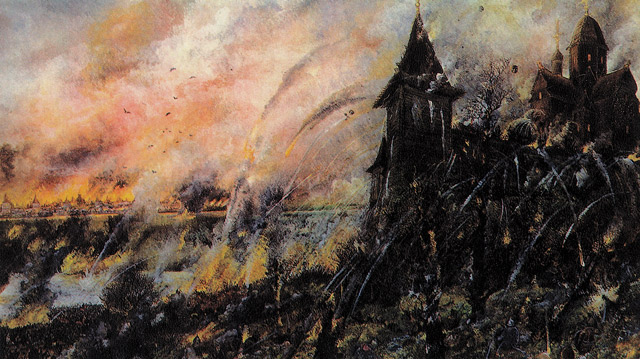
Setge de Moscou (1382), per part de Toktamix.

Així va passar un any sense notícies, durant el qual Toqtamix preparava el seu exèrcit. El 1382 Toqtamix va conduir una reeixida expedició contra Moscòvia, en revenja per la derrota a la batalla de Kulikovo; primer va confiscar els vaixells al Volga, a Bulgària del Volga, per transportar el seu exèrcit. Oleg de Riazan havia fet altre cop aliança amb els tàtars i els va mostrar com creuar l'Oka. Alguns prínceps es van espantar: Dimitri de Nijni Nóvgorod, padrí del gran príncep, va enviar els seus dos fills amb regals a l'Horda però Toqtamix ja havia sortit i el van anar a trobar a Sernatx. El gran príncep va abandonar la capital que va deixar en mans dels boiars i es va retirar a Kostromà per reunir un exèrcit. Toqtamix va ocupar Serpokof a l'Oka, i es va dirigir a Moscou; part de la població va fugir seguint al metropolità Ciprià, que va anar a Tver. Un net de l'antic gran duc de Lituània Olgerd, de nom Ostei, fou enviat per Demetri a la ciutat i es va organitzar la defensa.
Poc després els fums dels pobles cremats a la distància es van començar a veure i el 23 d'agost estaven als ravals de la ciutat que fou assetjada; els tàtars no tenien artilleria i van atacar amb fletxes durant tres dies. Llavors el kan va enviar parlamentaris per assegurar que si es rendien respectaria la ciutat, ja que només estava contra el gran príncep, i que només obtindria un tribut moderat; Basili i Simeó, fills del príncep de Nijni Nóvgorod, que segurament pensaven que així era, van actuar de mediadors. El clergat, el poble i els boiars van acceptar obrir les portes i Ostei va anar a rebre al kan amb valuosos regals seguits dels sacerdots i boiars; quan Ostei va entrar a la tenda del kan fou assassinat i fou el senyal pel començament de la matança. Les cases foren saquejades i la gent massacrada; els tàtars van fer un gran botí que van trobar a les esglésies on la gent havia portat tot allò valuós com a mesura de seguretat; finalment la ciutat fou incendiada.
Després els tàtars van assolar tota la regió i es van estendre cap a Vladímir (Wladimir), Zvenígorod, Iúriev, Mojaisk (Mozhaisk) i Dimitrov on van fer el mateix que a Moscou. Pereiàslav fou cremada però els habitants van poder fugir en vaixell pel Volga. Kolomna fou també ocupada. Finalment va derrotar els lituans, que havien tractat d'intervenir, prop de Poltava (a l'actual Ucraïna). Després Toqtamisx va preparar el retor a casa creuant l'Oka i entrant al principat de Riazan que fou també saquejat tot i ser aliat, obligant a Oleg a fugir. Shaykh Ahmed fou enviat al príncep de Súzdal o Nijni Nóvgorod amb el seu fill Basili, però a l'altra, Simeó, se'l va emportar com a ostatge a Sarai. Aquesta expedició fou la causa que el principat de Moscòvia estigués encara cent anys més sota el jou mongol.
Demetri va tornar a Moscou; les víctimes enterrades foren uns 24.000. Llavors va marxar per castigar a Oleg de Riazan al que acusava del desastre; Oleg va fugir i la ciutat de Riazan fou arrasada fins als fonaments. Ciprià fou deposat (i es va retirar a Kíev) i Pimen cridat altre cop al càrrec. Ciprià va conspirar amb Miquel de Tver que pretenia substituir a Demetri com a gran príncep. Miquel va enviar al seu escuder Gurlen al kan amb valuosos regals i fou recompensat amb el diploma de gran príncep; el 1383 va anar a l'Horda en persona amb el seu fill Alexandre que va quedar allí com a ostatge en garantia del pagament de 8.000 rubles; després el kan va enviar a un dels seus mirzes, Karatxai, amb un missatge conciliador a Demetri que va enviar a l'Horda al seu fill Basili que va quedar com a ostatge i va començar a pagar taxes. Borís Constantínovitx de Gorodets germà del príncep de Súzdal, fou retingut a l'Horda. Demetri va fer la pau amb Oleg de Riazan i va procurar aturar els plans del príncep de Tver i després va dirigir la seva atenció a Nóvgorod.

## El "Poble Brau"
Els ciutadans de la república de Novgorod havien cedit a Lituània les ciutats de Ladoga i Russa i les ribes del Narva, sense aprovació del gran príncep; els mercaders del país es dedicaven al comerç però també feien de bucaners saquejant territoris veïns i es feien anomenar "Poble Brau" saquejant a les ribes del Volga, el Kama i el Viatka; el 1371 havien ocupat breument Iaroslavl i Kostromà, i el 1375 van tornar a dominar aquesta segona ciutat que van cremar i van fer presoners als habitants; el que no es van poder emportar ho van tirar al riu. Llavors van anar a Nijni Nóvgorod on van fer molts presoners russos que van vendre com esclaus als mercaders orientals a Bolghar; sota el comandament d'un cap de nom Procopi i d'un ataman de Smolensk van assolar les ribes del Volga fins a Astracan on foren destruïts pel príncep tàtar Salchei; el 1378 una altra banda de saquejadors novgorodians fou destruïda prop de Kazan per la gent de Viatka. A més Novgorod retenia els pagaments deguts al gran príncep i refusava reconèixer la supremacia del metropolità de Moscou. Per tot això Demetri va decidir castigar-los i va marxar amb un exèrcit; es va acordar la pau sense combat reconeixent simplement la seva sobirania i pagant el tribut anual i una multa de 8.000 rubles, però van conservar el seu autogovern.

## Lituània
Ladislau Jagelló de Lituània estava casat amb la princesa Edvigis, hereva de Polònia; el matrimoni havia comportat el bateig del príncep, que va ordenar als seus súbdits batejar-se igualment. La conversió fou feta pels sacerdots polonesos que eren catòlics i Jagelló que abans havia tolerat l'església grega ara la va començar a perseguir, però alguns nobles seguien fidels a aquesta; els lituans van assetjar Podolsk i van fer presoner al seu príncep Andreu, sent enviat a Polònia; en ajut d'Andreu, Sviatoslav, príncep de Smolensk, va envair Moguilev on va cometre tota mena d'atrocitats; els lituans van anar a la zona i van trobar als atacants prop de Mitislav, els van derrotar i van causar molts morts fent també molts presoners, alguns personatges destacats com un fill de Sviatoslav que fou conservat com a ostatge, mentre un altre, Yuri, fou posat al tron de Smolensk i es va reconèixer vassall de Lituània. Demetri de Moscou no tenia prou poder per intervenir.

## Nijni Nóvgorod i Súzdal
Demetri de Nijni Nóvgorod i Súzdal va morir el 1383; havia construït una muralla a la primera d'aquestes capitals. El kan va cedir Nijni Nóvgorod al seu germà Boris i Súzdal fou pels dos fills Basili i Simeó si bé aquest romandria a l'Horda com a ostatge; un temps després li fou permès tornar al seu principat quan Basili va expulsar a Boris de Nijni Nóvgorod. Boris va demanar justícia al kan mentre Basili i Simeó es dirigien a Demetri Donski de Moscou; justament llavors el fill d'aquest, Basili, que era ostatge a l'Horda, havia fugit a Moldàvia i amb autorització dels lituans va poder passar pel seu territori per retornar a Moscou. les relacions entre Moscou i Sarai es van tensar. LLavors es va produir el conflicte entre Demetri i el seu germà Wladimir que sempre havien estat els millors companys; un tractat va arranjar les diferències i va suposar un nou orde successori, en el qual el successor ja no era el germà (i Wladimir fou el primer a renunciar) sinó el fill. Demetri Donski va morir el 19 de maig de 1389 i el va suceir el seu fill Basili. En el seu temps el missioner Esteve havia convertit als permians que vivien entre el Dwuina i les muntanyes dels Urals; també en el seu temps es va introduir a Moscou (i a Tver) la moneda anomena denga (derivada de tamgha = segell tàtar) i al final del seu regnat es van introduir les armes de foc. El 1389 Boris va retornar a Nijni Nóvgoroda amb el diploma del kan que el restablia.

## Coràsmia
Després Toqtamix es va ocupar dels afers de la part oriental del kanat. Per causes incertes la seva esposa Towlui o Tawlui fou executada; amb Tamerlà, al que tant devia, s'hi va barallar, probablement perquè Tamerlà es va apoderar de Coràsmia que Toqtamix reclamava com a part del seu domini. Segurament Tamerlà es va negar a retornar-la quan Toqtamish vers 1384 li va reclamar, i va esclatar el conflicte. El 1385 Toqtamix va passar per Derbent amb 90.000 homes dels quals 12 eren oghlans (prínceps de la sang o genguiskànides sent el més important Beg Pulad; es coneix el nom també d'altres tres: Aisa Beg, Yagli Beg i Gazanshi); després de passar per Xirvan va atacar l'Azerbaidjan i va assetjar Tabriz; el governador no sabia que fer i els habitants per consell del general Wali i de Mahmud Kalkali van fortificar la ciutat i durant 8 dies van aguantar als atacants però finalment Tabriz fou assaltada i conquerida; Wali i Kalkali van fugir i la ciutat va patir un saqueig terrible durant tres dies; posteriorment es va retirar amb el botí aconseguit, pel mateix camí pel qual havia vingut. Tamerlà estava conquerint l'Iran i va posposar la seva venjança.

## Genovesos de Crimea
El 12 d'agost de 1387 es va signar un nou tractat amb Gènova en què el kan fou representat per Yunisbeg Kuthughbugha, beg de Solgat i la república per Gentile di Grimaldi i Gianone del Bosco com a síndics, Giovanni degli Innocenti com a cònsol de Feodòssia i tota la Ghazària o Khazària (Crimea genovesa), i Nicolo di Marin i Gianone di Vivaldis com a síndics del poble; els tractats existents es van confirmar. Els genovesos haurien encunyat moneda per Toqtamix que apareix feta a la vella i la nova Krim.
El 1387 apareix una moneda amb el nom de Toktamix a un costat i el de Berdibeg (o Muhammad Berdibeg Khan) a l'altra; aquest Berdibeg seria el kan d'aquest nom fill de Janibeg, i no un fill de Toktamix de nom Kerimberdi; Howoth pensa que es tracta de Berdi fill de Sarbuka, i un dels generals de Tamerlà, que al seu torn identifica amb Sarikhoja, que tenia un ulus al Don quan el metropolità Pimen va estar a la zona el 1383.

## Campanya de Pèrsia
Toqtamix va planejar una altra invasió per la mateixa ruta el 1387. S'hi van oposar Ali Bey el cap dels Kungrats, Orank Timur, i Akbuka cap dels Barin, que li van recordar el molt que devia a Tamerlà i que un dia el podia tornar a necessitar; però Gazanshi (que havia matat el seu propi pare) i Ali Beg pressionaven en favor de l'atac i finalment es va fer. Tamerlà era a Bardaa i es va dirigir al Kura (Geòrgia); va enviar a Shaykh Ali Bahadur, Ikutimur, Osman Abbas, i altres, a reconèixer el terreny i va ordenar no molestar a les tropes a l'altre costat si eren de Toqtamix. Però quan ho van haver comprovat i es van retirar foren atacats i derrotades i van perdre 40 dels caps. Mentre Tamerlà va enviar a mirza Miran Shah, Hajji Seifuddin, i altres, en el seu ajut però no van arribar a temps; no obstant van atacar als vencedors i els van derrotats i perseguir fins a Derbent; molts tàtars foren fets presoners en els quals Khuridi (germà de Mubasher). Els presoners foren enviats a Timur que es va queixar de la ingratitud del seu protegit i els va alliberar perquè comuniquessin que volia tornar a l'amistat amb ell.

## Campanya de Transoxiana
Després Tamerlá va derrotar a Kara Muhammad (dels Kara Koyunlu) i va annexionar Fars i estant allí va saber que Toqtamix havia envaït Transoxiana; l'exèrcit tàtar el manaven Beg Yaruk Oghlan, àAisa Beg, Satgan Bahadur i altres, i havien avançat des de Sighnak, atacant Sabran que fou assetjada; Timur Khoja Akbugha era el comandant allí en nom de Timur, i va poder rebutjar als atacants, però aquests es van dirigir a altres districtes que van saquejar. El mirza Umar Shaykh que era a Andidjan va reunir tropes i se li van unir els emirs Suliman Shah i Abbas amb tropes de Samarcanda, van creuar el Sihun i van atacar als tàtars a la plana de Yuklik, a 30 km a l'est d'Otrar. Umar fou ferit i les seves forces van retrocedir; Abbas fou ferit també per una fletxa. Les forces timúrides es van poder reagrupar després a Andidjan. Mentre un cap de Mogolistan, Ankatura, enemistat també amb Timur, havia anat amb un contingent a la rodalia de Sairam i Taixkent i va enfrontar a Umar Shaykh; finalment es va retirar després d'una campanya amb cert èxit. Les tropes del kiptxakvan començar a saquejar el districte de Soghd prop de Samarcanda i alguns grups van arribar fins a Bukharà on van cremar el palau de Zendgir Sarai. Quan Timur es va acostar els tàtars es van retirar cap a Coràsmia i cap al Quiptxaq. Els comandants derrotats a Yuklik foren jutjats i els covards castigats per Tamerlà mentre els valents foren recompensats.

## Guerra a Coràsmia
Tamerlà va iniciar una nova campanya a Coràsmia que ara havia caigut en mans de Sulayman Sufi, probablement germà de Yusuf, i d'Ilikmish Oghlan, un príncep del kiptxakque s'havia casat amb la germana de Sulayman i que sens dubte eren vassalls de Toqtamix. L'avantguarda timúrida anava manada per Timur Kutlugh Oghlan i Kunji, dos prínceps de l'Horda d'Or que s'havien refugiat amb Tamerlà; va creuar els rius Bagdadek (?) i Shedris (?) i Sulayman Sufi i Ilikmish van fugir; una divisió manada pel fill gran de Timur, Miran Shah els va perseguir i va passar per Kongkend (Khanki?) i Kiz (Kazavat?), i va atrapar als fugitius fent un considerable botí. Timur va arribar a la capital Urgendj i vas deportar als seus habitants a Samarcanda, arrasant la ciutat el terreny de la qual va fer llaurar (tres anys després la va fer restaurar per Musiki, fill de Yunki Kutshin, que hi va construir a més unes muralles).

## Segona campanya de Transoxiana
Toqtamix va reunir forces a Rússia, Circàssia, Bulgària del Volga, kiptxak, Crimea, Feodòssia, Alània, Azak (o Azaq), Baixkíria i Moscòvia i va començar una nova campanya (hivern del 1388 al 1389). Quan Timur va saber que tornava, va aixecar les seves forces a Samarcanda i Kish i va acampar a Sagruj, a 30 o 35 km de Samarkand. Va enviar també delegats per mobilitzar al poble als diferents llocs del seu imperi; l'hivern era molt fred i tot estava cobert de neu; l'avantguarda kiptxakestava dirigida per Ilikmish Oghlan, el fugitiu de Coràsmia; les forces van creuar el Sihun, acampant a Azak Zemuk. Timur va decidir atacar a l'enemic; en ruta se li va unir Umar Shaykh amb les tropes d'Andidjan; va enviar una divisió per tallar la retirada i creuant els turons de Telanbar, es va trobar davant l'enemic i va seguir una batalla sagnant; els atacants van fugir i molts es van ofegar als Sihun i altres foren perseguits i morts. Airdi Berdi, secretari d'estat de Toqtamix, fet presoner, fou ben tractat per Timur que li va fer regals i li va concedir honors.
Timur va retornar a Samarcanda i va acampar a Akar prop d'aquesta ciutat (gener de 1389). A la primavera van arribar els diversos contingents cridats a la guerra amb Miran Shah al front de les forces de Gran Khorasan, i altres de Balkh, Kunduz, Bakalan, Badakhxan, Katlan, Hissar, Shaduman, i altres; va fer construir un pont de vaixells al Sihun a l'altre costat de Khodjend, i en altres llocs i va travessar el riu; les forces de l'avantguarda anaven manades per Timur Kutlugh Oghlan, Sevinjik Bahadur i Osman Bahadur; es van enviar alguns oficials per reconèixer el terreny i va fer presoners a alguns enemics de les posicions avançades a la riba del Arch (el Arys?); l'exèrcit de Toqtamix havia atacat Sabran que havia resistit i els atacants s'havien retirat a Yassi (moderna Turkestan) acampant a les seves planes però quan van arribar les forces de Timur van fugir; foren perseguits fins a un lloc anomenat Sarek Uzan (el riu Sari Su ?) on es van dispersar; els perseguidors van fer presoner a Kitba Terkhan, cap de 100 homes, amb la seva gent i van retornar sense problemes a Ak Suma (moderna Ak Sumbe, al nord de les muntanyes Alexandrovski) on estava acampant Timur.
Aquest va avançar ara amb l'exèrcit principal per Uzenk Shakel (?), i va arribar a Bilen (?), i d'allí va seguir per Sarek Uzan (el Sari Su?) i Kuijun (?), acampant a Alkushun (?). Allí es va fer in consell militar i es va decidir que abans de seguir endavant calia assegurar la rereguarda destruint el poder del kan de Mogolistan (Txagatai oriental) que tenia la cort a Almaligh. Així es va fer amb èxit i després Timur va tornar a Samarcanda.

## Lluites a Rússia
A la primavera del 1390 Toktamix va enviar a Bektut amb un exèrcit al llarg del Volga i el Kama cap a la província de Viatka, que estava habitada per emigrants de Nóvgorod i per tribus d'indígenes finoúgrics; aquesta ràtzia fou segurament en revenja per una incursió del "Poble Brau" i el territori fou assolat.
Els viatkans es van aliar als novgorodians i a la gent d'Ustiug per revenjar-se i van embarcar en vaixells baixant per Viatka, passant pel Volga i assolant Iukotin, Kazan, i les ciutats de la Bulgària del Volga dependents dels tàtars, saquejant i destruint tot el que trobaven. El 15 de juliol de 1390 el gran príncep Basili va aparèixer a l'Horda i fou rebut per Toktamish amb honor i com amic i aliat, i li va cedir el principat de Nijni Nóvgorod, que havia donat abans a Boris Constantinovitx, i els districtes de Gorodetz, Metxera, Torussa i Múrom; els dos darrers eren feus dels prínceps de Txernigov i no havien estat mai del gran príncep; Basili va aportar al kan homes i diners per la guerra amb Tamerlà i va tornar a Moscou amb un delegat del kan de nom Alan (Oghlan?), que el va instal·lar a Nijni Nóvgorod; els boiars locals van abandonar a Boris. Basili va anar a la ciutat en persona i hi va nomenar governador a Dimitri Vsevolov, acabant així la història del principat com entitat independent.
El gran príncep Basili es va casar amb Sofia la filla del príncep lituà Vitut, més tard famós, que era fill de Kestut, assassinat per Jagelló i que havia estat exiliat a Prússia on Basili va estar en un viatge; el matrimoni es va fer el 9 de gener de 1391. Poc després tres camarlencs de Toktamish (Batu o Bashti Khoja, Khisr Khoja i Muhammad Khoja) foren batejats a Moscou; per aquest temps altre cop els tàtars van devastar Riazan.

## Campanya de Tamerlà a l'Horda d'Or
L'any 1390 Tamerlà va preparar la seva famosa expedició que va aniquilar el poder de Toqtamix, comptant amb el suport d'un important cap anomnenat Idiku Uzbeg (Edigü), esmentat com el cap dels nogais o mangits. La campanya fou preparada acuradament o contingents dels tributaris com els tadjiks i els diversos grups turcs hi van participar; portaven provisions per un any i cada soldat tenia 30 fletxes i un arc, una aljaba i un escut; hi havia una tenda per cada 10 homes i 3 cavalls per cada 2 homes; per cada 10 soldats hi havia dues espases, una llança, una falç, una serra, una destral, una alena, cent agulles, la meitat del pes d'un home en cordes, una pell de brau i una casola forta; també portaven cuirasses. cotes de malla, protectors de cavalls, i diners.
Va creuar el Sihun i va establir el quarter d'hivern a la zona de Taixkent, entre Barsin (Barchin) i Chihas (?); Timur va visitar la tomba del xeic Maslahet a Khodjend, on va fer donatius de caritat; en tornar al campament de Taixkent es va posar malalt i va estar així 40 dies però es va recuperar i mentre va arribar el contingent de Gran Khorasan manat per Miran Shah; Timur va repartir alguns donatius (okulga) entre les tropes; els tres prínceps del kiptxakrefugiats amb ell (Timur Kutlugh Oghlan, fill de Timur Malik Khan; Guneje Oghlan; i Idiku Uzbeg o Idiku Mangit) van fer de guies. Va decidir sobre el govern en la seva absència i va sortir el 19 de gener de 1391 acompanyat de la seva esposa preferida Chulpan Malik Agha, filla d'Hajji Beg Irkanut (príncep del Mogolistan). L'exèrcit es va aturar uns dies a Kara Saman on va rebre els ambaixadors de Toqtamix que li portaven un sonkar o falcó reial i nou cavalls; el seu senyor es dirigia a Tamerlà en termes humils i atribuïa la seva revolta a consells diabòlics i li demanava oblidar el que havia passat. Timur va exigir l'enviament del primer ministre Ali Beg per tractar que fer. Els enviats foren reenviats i el 21 de febrer de 1391 es va fer un gran kuriltay per decidir l'estratègia.
L'exèrcit avançà per Yassy (Turkestan), Karachuk (afluent del Sihun a 5 km de Turkestan) i Sabran, i després va girar al nord entrant a les estepes on es van perdre molts cavalls per manca de forratge podernt arribar finalment a Saruk Uzen o Saruk Erin (aigua groga) que seria segurament el riu Sari Su, el 6 d'abril de 1391; van descansar uns dies esperant per poder travessar el riu que baixava molt fort; el dia que van travessar el riu, dos homes d'Idiku van fugir cap al camp de Toqtamix. El 26 d'abril l'exèrcit va arribar a la muntanya Kutxuk Tagh (petita muntanya) i dos dies després a l'Ulu Tagh (Gran Muntanya); en aquestes muntanyes neixen dibersos afluents del Sari Su com el Jeilanlu Kinghir, Jislu Kinghir, Kara Kinghir i Saru Kinghir. Les muntanyes Ulugh Tagh i Kutxuk Tagh foren conegudes anteriorment com a Ortagh (muntanya alta) i Kar Tagh (muntanya seca), i havien estat residència d'estiu dels kans dels turcs oghuz.
Poc després l'exèrcit va arribar al riu Ilanchuk (Serpentejant). Al cap de vuit dies de creuar-lo van arribar a Ata Karaghui o Ana Karaghui. La distància de la base era llunyana i les provisions (tenint en compte la tornada) començaven a anar justes i es van començar a caçar animals. Al naixement del Tobol, Tamerlà va passar revista a les tropes; després va enviar (12 de maig) una avantguarda manada pel seu net Muhammad Sultan Bahadur, i dos dies després aquesta va localitzar a l'enemic al riu Tobol, anomenat així per un arbre de nom Tobul (els russos l'anomenaven Tavolga) i que fou la frontera entre els futurs kazakhs i el govern rus d'Orenburg. Es trobaven restes dels campaments tàtars però no s'albiraven a les seves forces.
Després Timur va enviar a Shaykh Dawud que avançar a marxes forçades dos dies i finalment va poder fer un presoner que va revelar que hi havia 10 homes en un bosc proper que foren també capturats. Llavors Timur va avançar a marxes forçades i el 29 de maig va arribar al riu Yaik (Jaik) o Ural on es va aturar. Al riu hi havia tres passos: Aighir Yaly, Bura-Guechit i Chapma Guechit o Khime Guechit; Tamerlà va decidir no creuar per cap d'ells suposant que l'estarien esperant allí i va anar a creuar més amunt i sis dies després va arribar al riu Semur on es va aturar. L'exèrcit de Toqtamish estava prop d'allí però s'acabava de retirar.

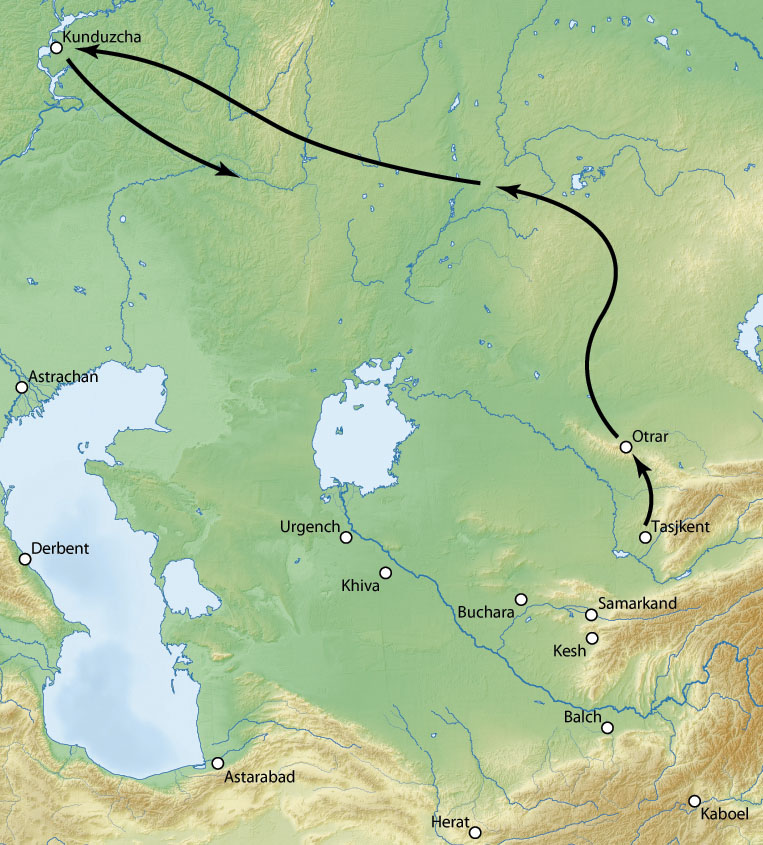
Moviments de Tamerlà, 1391-1392.

Timur va seguir avançant i el 4 de juny de 1391 va arribar al riu Ik. Mentre Toqtamix havia acampat a un lloc anomenat Kerk Gul (Quanranta Llacs) o Koruk Gul (Llac Sec) on esperava els contingents que enviaven les hordes dependents de Bulgària del Volga i d'Azak (és a dir de Kazan i dels tàtars de Crimea); havia preparat les habituals embuscades als passos del Jaik. Durant uns dies Tamerlà va fer diversos presoners als quals va treure informació i després va fer matar cruelment; un presoner important fou un fill de Mamai. Aiku Timur va ser enviar amb un destacament per localitzar a l'enemic però fou capturat i mort amb la seva gent; Tamerlà va enviar un contingent al rescat i va concedir als fills d'Aiku Timur, mort a l'acció, el títol de terkhan amb els privilegis d'aquest rang; el càrrec que exercia Aiku fou concedit a Shah Malik, fill de Kaljighai.
Toqtamix evitava que les tropes de Timur poguessin abastir-se, ja que anaven curts de provisions; Tamerlà va fer un consell militar i es va decidir que Umar Shaykh avançaria amb 20.000 homes i forçaria una topada, acompanyat de l'amir Sevinjik, Sultan Sanjar, Hajji Saif al-Din, l'amir Otsman, fill d'Abbas, Hasane Jandar, i altres oficials destacats; aquests es van plantar a la rereguarda de l'enemic i es va preparar la batalla; va estar nevant cinc o sis dies però quan el temps va clarejar el 18 de juny de 1391 Timur va enviar els seus homes cap a la riba del Kandurcha, a Bulgària del Volga, en set divisions i va distribuiir els principals càrrecs als seus oficials. Tot estava preparat; l'amir de la tribu Aktaf o Aktagh (Muntanya Blanca) que manava l'ala esquerra de Toqtamix, va fer defecció i es va passar a Timur arrossegant tota la tribu; hi va haver altres desercions però aquesta fou la principal. Els principals generals de Toqtamix eren Tash Timur, Beg Yaruk, Ilkimish, Beg Pulad, Ali Oghlan, i Jinta Oghlan, tots descendents de Jotxi, i Ali, Suliman Sufi i Kunis de la tribu Kungrat; Aktaf, Akbuta (Akbuye) i Uruschuk dels Kiat; Ika Beg (Isa Beg) germà gran d'Idiku, Hasan Beg, Serayi, Kuke Bugha i Yaghli biy de la tribu Baharin; i Kunkur biy o Kunkurti i altres de les estepes de kiptxak. Pel costat de Tamerlà els generals eren Suhan Mahmud Khan (ajudat per Suliman Shah) al primer cos; el mateix Tamerlà manava el segon cos (el principal) ajudat pel príncep Muhammed Sultan (fill de Jahangir, el fill ja difunt de Tamerlà); el príncep Miran Shah Gurkhan manava el tercer cos ajudat pel príncep Muhammad Sultan Shah; el quart cos anava manat per l'amir Hajji Saif al-Din; el cinquè pel mirza Umar Shaykh; els comandants dels altres dos cossos no són esmentats però altres caps del costat de Timur eren Berdibeg fill de Sarbuka, Khudad i Huseny, entre d'altres.
El centre i la dreta de Tamerlà van destruir a l'enemic. Toqtamix es va concentrar al costat esquerre que era el més debil i el va trencar i es va poder situar de amnera amenaçant per l'exèrcit de Timur. Una maniobra de Tamerla va desconcertar Toqtamix i la traïció del portaestendard va acabar la tasca. Toqtamix va fugir i amb ell el seu exèrcit. Es diu que es va retirar a Geòrgia o a Lituània. La batalla del Kandurcha va durar tres dies (18, 19 i 20 de juny de 1391). Es diu que haurien mort 100.000 tàtars. Tamerlà va fer un botí immens. No en va tenir prou i va perseguir a l'enemic pel Volga i els que no es van ofegar foren massacrats. Les dones i criatures foren convertits en esclaus; l'harem de Toqtamix va passar a Tamerlà.
Les tropes d'aquest van arribar fins a Azak, les ciutats de Sarai, Saraitxuk i Astracan. L'Horda d'Or mai es va recuperar d'aquest desastre; la seva població fou delmada i les ciutats destruïdes i assolades. Els tres prínceps jòtxides que havien donat suport a Tamerla (Timur Kutlugh Oghlan, Guneje Oghlan, i Idiku Uzbeg el cap Nogai) van rebre honors, regals i yarlighs que els feia caps de les seves hordes i exempts de taxes. El botí fou tan gran que es diu que cinc mil nois i noies jovens foren assignats al servei personal de Tamerlà.
Timur va acampar a les planes d'Urtupa (potser una corrupció d'Atruba, un afluent del Volga) no lluny del Kandurcha, al modern territori de Stavropol. El conqueridor va restar 26 dies a Urtupa; la campanya es va relatar a la Fath- name-i Kipchak (butlleti de la conquesta de kiptxak).
Després va iniciar la tornada i va arribar fins al Yaik o Jaik (riu Ural). Guneje Oghlan es va separar allí i va retornar a la terra de la seva gent però els altres dos prínceps esperaven obtenir alguna cosa indeterminada i van restar amb Timur. Aquest va donar el comandament de l'exèrcit a Hajji Saif al-Din i va iniciar la tornada a marxes forçades arribant a Sabran l'octubre de 1391 i va pssar per Otrar per arribar a Samarcanda.

## Eclipsi de Toktamix
A l'Horda d'Or, fugit Toqtamix, un cap esmentat com a Beg Pulad es va establir com a sobirà però vers Toktamix va tornar i va recuperar el poder. Consta una carta escrita per Toktamix a Jagelló datada el 20 de maig de 1393 el que demostraria que en aquesta època Toktamix havia recuperat el control de l'Horda però en lluita amb altres pretendents, ja que en la carta esmenta set opositors: Idiku (Edigü) el cap nogai, Beg Pulad (a la zona del riu Don), Khojamuddin, Begish (?), Turduchak (?), Berdi, i Dawud; en la còpia lituana del document el kan informava el gran duc del seu accés al tron.

## Segona campanya de Tamerlà a l'Horda d'Or

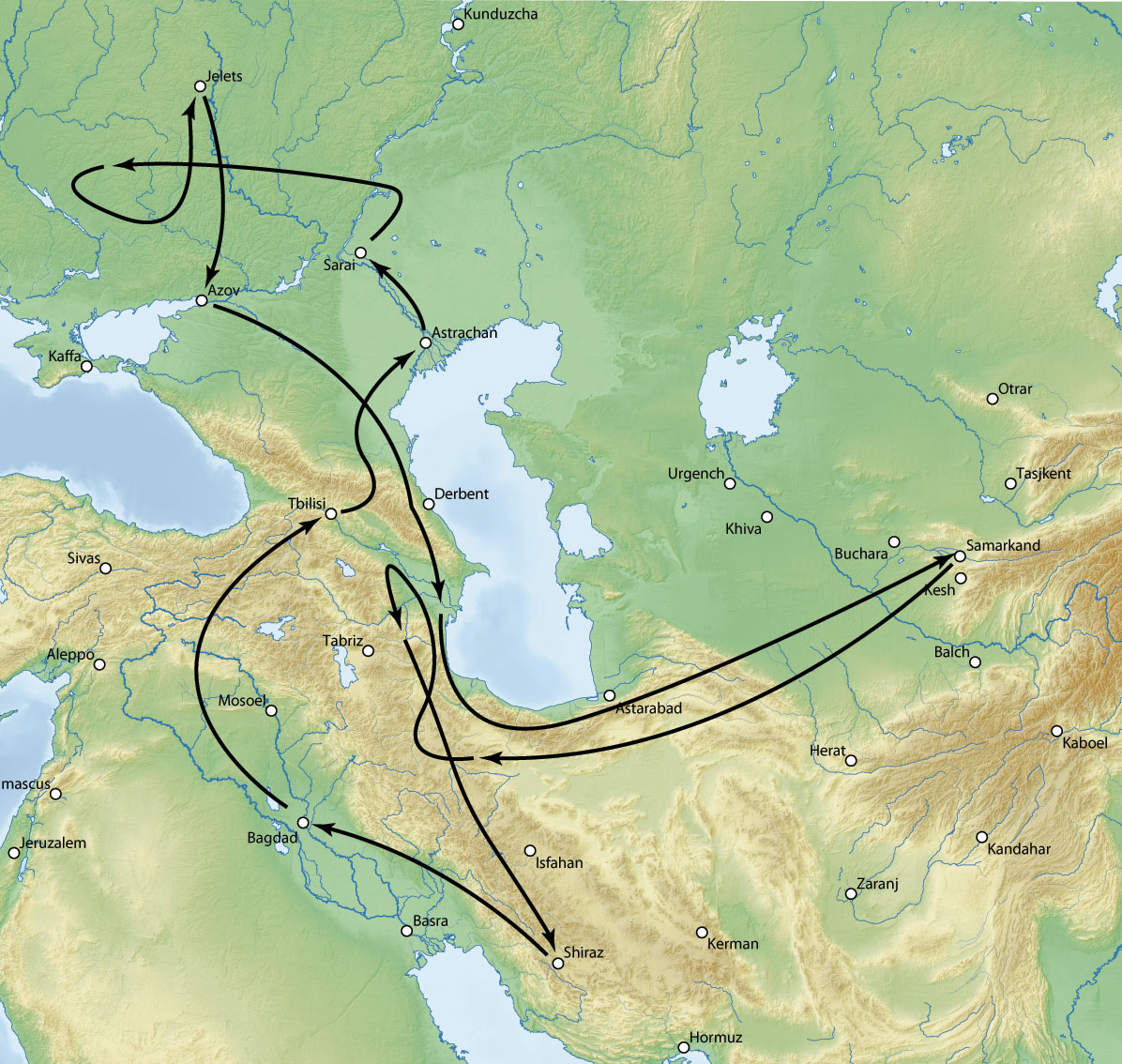
Moviments de Tamerlà, 1392-1396.

El 1394 Tamerlà, en la seva campanya a Pèrsia i Geòrgia, havia arribat al riu Kura (Geòrgia) i va decidir marxar altre cop a les estepes del Volga per castigar a Toktamix que no solament havia recuperat la seva antiga posició sinó que era altre cop una amenaça per les seves fronteres, ja que havia fet una incursió al Xirvan; Tamerlà va enviar al seu harem en seguretat a Sultaniyya i a Samarcanda i va sortir el 28 de febrer de 1395; va enviar una carta al kan en què li demanava oblidar el passat i tornar a la seva amistat doncs manifestava que sempre havia estat generós amb els amics i havia exercit venjança contra els enemics. Shemsuddin Almalighi, un cortesà de Sarai, va rebre la carta i va convèncer a Toqtamix de sotmetre's però finalment la resta de la cort, que propugnava la guerra, es va imposar, i Toqtamix va contestar de manera descortesa; l'ambaixador timúrida va retornar amb la resposta al campament de Timur al riu Samara al peu del Caucas, a uns 30 km de la mar Càspia.
Tamerlà va passar revista a les tropes i va avançar cap al kiptxakpassant per Derbent; els kaytaks, que eren lleials a Toqtamix, van presentar resistència i Tamerlà va ordenar el seu extermini i es va fer una matança i els seus pobles foren destruïts. Un enviat del kan, en veure la importància de l'exèrcit invasor, va girar cua espantat per poder donar la notícia al seu senyor. Timur va arribar a Terki Timur on va saber que les posicions avançades de l'enemic manades per Gasanshi, estaven a la riba del Kayus Su (riu Osen) i marxant de nit va arribar al riu i va massacrar a aquestes avançades seguint llavors cap a Sewinje, on es va aturar i va esperar als diferents contingents.
Mentre Toktamix estava acampat al Terek on tenia una forta posició però en acostar-se Tamerlà, va abandonar la zona i es va retirar; Timur va creuar el Terek mentre Toktamix acampava al Kura (Geòrgia); els atacants van seguir el Terek cap a Jullad (o Kulat) a la Petita Kabarda i en saber la posició del seu rival va tirar enrere per buscar l'enfrontament; el 14 d'abril els dos exèrcits estaven un front a l'altra i el dia 15 va començar la batalla amb escaramusses menors; la situació seguia igual el dia 21 d'abril quan Ibashi Oghlan va desertar i va passar a Timur; aquest havia distribuït les seves forces, com a l'altra vegada, en set divisions, amb el cos principal manat pel seu net mirza Muhammad Sultan; el mateix Tamerlà manava 27 companyies de llancers que formaven la reserva; la lluita decisiva va començar amb una pluja de fletxes i crits de guerra; un missatger va advertir a Tamerlà que Guneje Oghlan, Barkiarok Oghlan, Aktau, Utarku i Dawud Sufi (gendre de Toktamix) avançaven cap a la seva ala dreta i la reserva va haver d'intervenir per rebutjar-los però van penetrar massa i llavors van haver de retrocedir perseguits, i l'ala es va trencar; els tàtars van pressionar encara més i el mateix Tamerlà va estar a punt de quedar rodejat i es va salvar perquè Sheikh Nuruddin i 50 homes el van protegir amb els seus cossos de les fletxes; els tàtars no van poder trencar aquest cordó i Khodadad Hussein, amb l'avantguarda de l'ala esquerra va trencar l'ala dreta de Toktamix manada per Kuneje Oghlan i un contingent manat per Aktau (la mateixa persona que havia canviat de bàndol a la batalla de 1391) i llvors va arribar mirza Muhammad Sultan amb reforços i va derrotar l'ala dreta de l'enemic. Mentre això passava a l'ala esquerra de Timur, la seva ala dreta fou trencada i rodejada per les forces enemigues manades per Aisa Beg i Bashi Khoja; Jihansha Bahadur va haver d'anar al rescat amb la cavalleria, i les condicions es van capgirar. El cos principal anava manat al costat de Toktamix pel seu parent Yagblibi Behrin, i al de Tamerlà pel jove mirza Rustem, fill d'Umar Shaykh; el combat aquí fou sagnant i els timúrides es van acabar imposant; Toqtamix va ordenar la retirada i foren perseguits pels enemics fent una gran matança i molts presoners foren després penjats. Tamerlà va donar les gràcies a Déu per la victòria i va distribuir donatius i ascensors entre els seus. Miran Shah va quedar ferit (no de manera seriosa) a la batalla.
Tamerlà va perseguir a Toqtamix; es va aturar al Volga, a un pas anomenat Turatu on va cridar a Koirijak Oghlan, fill d'Urus Khan i germà de Tuktakia i de Timur Malik, i el va designar kan de Quiptxaq oriental.
Va seguir perseguint a l'enemic fins a Urek capturant molts enemics pel camí. Toktamix es va refugiar als boscos de Bolghar. Tamerlà va arribar fins al lloc on havia creuat el Volga en la campanya de 1391 i allí va retornar amb un notable botí. A Yulukluk Asukluk es va reunir amb la resta de l'exèrcit manat per Miran Shah, que fou enviat de retorn a Pèrsia amb els principals caps, i el mateix amb una part de les forces seguiria cap al Dnièper. Va enviar una avantguarda manada per Osman i va arribar al Dnièper a un lloc anomenat Mankirman on va trobar a Barkiarok Oghlan que vivia a la zona amb altres caps i els va aniquilar; Barkiarok va poder fugir; Tashtimur Oghlan i Aktau van fugir al país de Hermedai (no localitzat, suposadament entre el Dniper i el Danubi) i després a Àsia Menor on es van establir a la plana d'Isa Yaka i més tard Mehmet I els va portar a la rodalia d'Adrianòpolis al lloc que fou anomenat Tatarbatari (Mercat Tàtar). Timur va retornar cap al Don on havia fugit Barkiarok, que fou atrapat i se li va capturar l'harem però ell mateix va poder fugir altre cop cap a Karasu (probablement el riu Karasu a Crimea); les princeses foren tractades generosament. Mentre Miran Shah havia marxat cap al sud i pel camí va exterminar a Beg Khoja i altres caps i també als que estaven subjectes a Onkul; van capturar Elets, on regnava Feodor, un descendent del príncep de Karachev i tributari d'Oleg de Riazan.

## Russos contra Tamerlà
Basili el gran príncep de Moscou, va deixar al seu oncle Wladimir al càrrec del govern a la capital i va fugir amb les seves forces a Kolomna, al darrere de l'Oka. Alli va escriure al metropolità per demanar la imatge de la Verge que Andreu Bogolubski havia portat de Vuichegerod a Wladimir i amb la qual havia triomfat sobre els búlgars, que havia de portar a Moscou. Pel camí la imatge fou aclamada pel poble com a salvadora de Rússia de les urpes de Tamerlà. Arribada a Moscou fou portada amb tots els honors a l'església de l'Assumpció; l'imaginari popular va atribuir a aquesta imatge, i no a la distància i l'arribada del fred, que Tamerlà hagués aturat el seu avanç en arribar al riu Don. L'historiador Sharif al-Din (Sherifuddin) diu que Tamerlà va conquerir Moscou però això és un error.

## Campanya de Tamerlà al Caucas
El mirza timúrida Muhammad fou enviat a netejar les terres governades per Kabonji Karaul i les tribus nòmades dels Kurbuka, Pirlan, Yurkun i Kelaji. Timur va seguir la seva ruta ara cap al sud cap a Balchinkin (d'incerta localització) i es va reunir amb Miran Shah a Azak, que llavors era el dipòsit dels mercaders occidentals, catalans, genovesos, venecians, egipcis, bascos i altres; una delegació va oferir regals al conqueridor, però aquest va fer matar tots els que no eren musulmans i va cremar la ciutat. Llavors va seguir cap al riu Kuban on els circassians van cremar l'herba i els cavalls o van trobar menjar i molts van morir, però en revenja el seu territori fou devastat.
Va seguir cap al país dels ossets que eren cristians i estaven governats per Bura Khan; el país fou igualment devastat així com altres territoris al Caucas central i segons Sharif al-Din (Sherifuddin) també va destruir diverses fortaleses georgianes; després d'això va donar una festa fastuosa. Llavors va capturar les fortaleses de Kula (Jullad?) i Taus
en llocs de difícil accés a les muntanyes, sobretot la segona, fent necessària la intervenció de la divisió dels merkits especialitzats en la lluita a la muntanya on caçaven les gaseles i cabres munteses, que tampoc se'n van sortir inicialment; llavors va fer posar unes escales i va enviar a una sèrie de desesperats (més aviat suïcides) dels quals molts van morir pero els que seguien van poder finalment assaltar la fortalesa i cremar-la; la població de la "raça d'Irkaun" que s'hi havia refugiat, fou massacrada.
Timur va seguir fins a Balakan (?), famosa per la seva mel i després a una ciutat governada per Pulad, on s'havia refugiat Utarku, un dels principals caps del Quiptxaq. Tamerlà va exigir a Pulad l'entrega del fugitiu que li fou refusada. L'accés estava protegit per un costat per un bosc molt dens d'uns 15 km, i Timur va ordenar obrir camí i finalment la fortalesa fou conquerida i cremada i els habitants esclavitzats o morts.
Urtaku va fugir i Miran Shah el va perseguir cap a la muntanya Elburz i fins a Abkhàzia on finalment fou capturat i portat a Timur encadenat.
Tamerlà va passar llavors a un país desconegut que anomena Sem sem, on governava Muhammad fill de Gaiur Khan, que es va sotmetre i fou nomenat governador timúrida; els que volien resistir a les muntanyes foren perseguits i capturats i se'ls va tirar des de dalt de la muntanya amb les mans lligades. Els territoris que no eren musulmans eren especialment maltractats per Timur que cremava les cases i destruïa els temples, donant a la campanya el caràcter de guerra santa. Després va seguir cap al mont Auher (?) i a la ciutat de Beshkent (Beshtau ?) ciutat que es va sotmetre sense lluita rebent exempció d'impostos. Seguidament va arribar al país dels kazakhs de Yutur (?) on va fer noves massacres i altre cop va recollir mel.
La següent etapa fou Bogaz Kum (?), on va optar per passar el hiverm i on vivien els Kazikumuks que se li van sotmetre i foren ben tractats pel conqueridor. A tota la regió només quedaven per sotmetre els habitants de les illes
els quals eren anomenats balekchians ("Els Pescadors"), i Timur hi va enviar algunes tropes que van aconseguir fàcilment el seu objectiu.
Omar Taban el governador timúrida del Volga va apreciar simptomes de traïció en Mahmudi, governador (kelantar) d'Astracan i ho va denunciar a Tamerlà que va determionar destruir a Mahmudi i durant l'hivern (que fou molt fred) es va dirigir a la zona deixant el comandament de l'exèrcit a Muhammed Sultan, Miran Shah i a l'amir Hajji Seifuddin. En acostar-se a la ciutat Mahmudi se li va presentar humilment però fou arrestat i enviat a Nova Sarai; Timur va entrar a la ciutat i la va saquejar, Mahmudi durant el seu viatge fou posat (seguint ordres) sota el gel del Volga i va morir.
Des d'Astracan el conqueridor va anar a Sarai, l'antiga residència del kan, que fou arrasada i saquejada. La duressa de l'hivern va causar moltes baixes entre homes i cavalls i Tamerlà va dividir entre els seus homes el gra i altres coses del botí d'Astracan i de Sarai.
Va retornar llavors a Bugaz Kum, i en acostar-se el bon temps va marxar cap a Derbent i Azerbaidjan sotmetent pel camí als kazikumuks, kaytaks i kubachis.
L'Horda d'Or va quedar seriosament afectada per aquesta nova expedició; si la li
 haguera estat difícil recuperar-se de la primera, aquesta segona havia acabat la tasca destructiva. Grups de tàtars van abandonar el país entre els quals es diu que els karakalpaks que vivien al Volga prop de Bolghar i es van establir a la mar d'Aral; els tàtars Aktau, establerts a la Dobrudja; un grup establert a Memnen, prop d'Esmirna; un altre grup a Tatarbatari, prop d'Adrianòpolis; un altre a Moldàvia (després anomenada Kara Bogdan o simplement Bogdan); i finalment un grup establert a Lituània anomenats els likanis

## Últims temps al tron
Després de la retirada de Tamerlà el 1396, Toktamix que estava a Bolghar, va retornar amb algunes forces lleials i va recuperar Nova Sarai que va dominar més d'un any. Va guerrejar contra les colònies genoveses de Crimea entre setembre de 1396 i octubre de 1397. El 1398 la seva hegemonia fou posada en qüestió per diversos rivals. El més poderós d'ells, Temür Qutlugh (Timur Kutlugh o Timur Kotloe), fill de Timur Malik, que tenia el suport del general nogai Yedigei o Idiku (Edigü) el va vèncer i el va expulsar de Sarai, i va assolir el tron de kiptxakoccidental (amb Edigü com a verdader governant). Altres aspirants eren de fet independents a Crimea, Astracan, Nogai i Kazan es van fer independents i el kiptxakoriental o Horda Blava (també Horda Blanca) tenia el seu propi kan.

## Exili i mort
Toqtamix es va refugiar a la cort de Vitautas el Gran(Witowt Vitovt), Gran Duc de Lituània, que li va donar el seu suport. Però el Gran Duc fou derrotat per Temür Qutlügh a la batalla del riu Vorskla (un tributari del Dnièper), el 13 d'agost de 1399.
Amb la seva dona i dos fills es va refugiar a Kíev. A partir d'aleshores, Toqtamix va viure la vida d'un aventurer. Finalment va intentar reconciliar-se amb Tamerlà, a qui va enviar una ambaixada el gener de 1405; ja fos per respecte al seu llinatge, o per verdadera amistat, Tamerlà es creu que es va oferir ajudar-lo a recuperar el seu tron una vegada més, però la mort del gran conquistador turc al mes següent ho va impedir. Segons les cròniques russes, Toqtamix fou mort per tropes de Xadi-beg (germà i successor de Timur Qutlugh) a Tiumén, Sibèria, on havia fugit, el 1406.
Les seves monedes, excepte un exemplar datat el 1375 segurament referit al domini que exercia com a protegit de Tamerlà, estan datades entre 1380 i 1397/1398. Estan encunyades a Coràsmia, Krim, Nova Krim, Azak, Sarai, Nova Sarai, Saraitxuk, Astracan, Derbent, Xamakhi, Xaberan, Bakú, Mahmudabad, Khas i Kath. La darrera és del 799 de l'hègira (octubre de 1396 a setembre de 1397). El 1394/1395 apareix una moneda amb els noms seu a un costat i de Taix Timur a l'altra. Aquest Taix Timur podria ser germà d'Ulugh Muhammad Khan (més tard kan) i fill d'Hasan Beg, l'antic kan de l'Horda d'Or (la part occidental també Horda Blanca).